# Quintus Caecilius Metellus (Konsul 206 v. Chr.)
Quintus Caecilius Metellus entstammte dem römischen Plebejergeschlecht der Caecilier und war 206 v. Chr. Konsul.

## Leben
Quintus Caecilius Metellus war der Sohn des Konsuls von 251 und 247 v. Chr., Lucius Caecilius Metellus. Er hielt seinem Vater, als dieser 221 v. Chr. starb, die auszugsweise von Plinius dem Älteren überlieferte Leichenrede. Cicero führt ihn in seiner Aufzählung römischer Redner an.
Der erste Teil der politischen Laufbahn des Metellus fällt in die Zeit des Zweiten Punischen Krieges, den Rom gegen Hannibal führte. Ab 216 v. Chr. übte Metellus das sakrale Amt eines Pontifex aus. 209 v. Chr. war er plebejischer Ädil und im Jahr darauf kurulischer Ädil. 207 v. Chr. diente er im Heer des Konsuls Gaius Claudius Nero und war einer der nach Rom entsandten Legaten, die die Niederlage und den Tod von Hannibals jüngerem Bruder Hasdrubal in der Schlacht am Metaurus zu verkünden hatten.
Als Marcus Livius Salinator Ende 207 v. Chr. zum Diktator zur Abhaltung der Wahlen für das nächste Jahr bestellt wurde, fungierte Metellus als dessen Magister equitum und wurde bei diesen Comitien zum Konsul von 206 v. Chr. gewählt. Sein Amtskollege war einer seiner Mitstreiter im Kampf gegen Hasdrubal, Lucius Veturius Philo. Die Konsuln erhielten als ihren Amtsbezirk (provincia) das in Süditalien gelegene Bruttium, wo sie gegen Hannibal kämpfen sollten. Ihre Amtszeit ging aber ohne größere Kämpfe vorüber. Im Folgejahr 205 v. Chr. blieb Metellus als Prokonsul weiterhin in Bruttium, wo er eine Armee in der Stärke von zwei Legionen befehligte. Er ging Ende 205 v. Chr. wieder nach Rom und leitete als Diktator die Wahlen für das nächste Jahr.
In der Folgezeit trat Metellus im Senat als bedeutender Unterstützer von Publius Cornelius Scipio Africanus auf. Dessen Legat Quintus Pleminius hatte 205 v. Chr. während Scipios Abwesenheit im eroberten Lokroi ein Schreckensregiment ausgeübt. Der mehrfache Konsul und ehemalige Diktator Quintus Fabius Maximus Verrucosus, einer der einflussreichsten Römer seiner Zeit, gab Scipio eine Mitschuld an den Pleminius und dessen Soldaten zur Last gelegten Verbrechen und suchte ihn zur Rechenschaft zu ziehen. Auf die Anregung von Metellus wurde Anfang 204 v. Chr. der designierte Prätor Siziliens, Marcus Pomponius Matho, zum Vorsitzenden einer Kommission bestellt, die diese Angelegenheit prüfen sollte. Matho war aber ein Cousin Scipios und trat massiv für dessen Interessen ein, sodass Scipio nach Nordafrika übersetzen und den Krieg dorthin verlagern konnte. 203 und 202 v. Chr. war Metellus weiterhin der wichtigste Verteidiger der Scipionen im Senat. Als Rom 201 v. Chr. als Sieger aus dem Zweiten Punischen Krieg hervorgegangen war, soll sich Metellus skeptisch geäußert haben, ob das nunmehrige Kriegsende für die Römer eher von Nutzen oder Schaden sei.
Metellus war sodann 201 v. Chr. Mitglied einer staatlichen Kommission von Decemvirn zur Verteilung öffentlichen Landes in Samnium und Apulien an jene Veteranen, die mit Scipio in Afrika gegen Hannibal gekämpft hatten. Als Leiter einer römischen Delegation vermittelte er 186 v. Chr. in einem Konflikt zwischen dem makedonischen König Philipp V. und dessen Nachbarn. Anschließend prüfte er Streitfälle auf der Peloponnes. Erst zwei Jahre später, 184 v. Chr., konnte er sich auf den Rückweg nach Italien machen. Zuletzt wird er 179 v. Chr. erwähnt, als er versuchte, eine Verständigung zwischen dem Zensor Marcus Aemilius Lepidus und dessen ehemaligem Gegner und jetzigem Amtsgenossen Marcus Fulvius Nobilior zustande zu bringen.
Quintus Caecilius Metellus dürfte mit jenem Konsul Metellus zu identifizieren sein, der den römischen Dichter Gnaeus Naevius ins Gefängnis geworfen haben soll, da dieser heftig gegen die Meteller polemisiert habe.